# 48482 Oruki
48482 Oruki este un asteroid din centura principală de asteroizi.

## Descriere
48482 Oruki este un asteroid din centura principală de asteroizi. A fost descoperit pe 5 februarie 1992 la Geisei de Tsutomu Seki. Asteroidul prezintă o orbită caracterizată de o semiaxă mare de 3,16 ua, o excentricitate de 0,11 și o înclinație de 6,1° în raport cu ecliptica.